# Nokere
Nokere is een dorp in het zuidwesten van de Belgische provincie Oost-Vlaanderen, en een deelgemeente van Kruisem. Het dorp ligt aan de rand van de Vlaamse Ardennen en tegen de grens met de provincie West-Vlaanderen. De dorpskern is gebouwd op de helling van de Nokereberg. Nokere was een zelfstandige gemeente tot aan de gemeentelijke herindeling van 1977 toen het een deelgemeente werd van Kruishoutem, totdat het in 2019 opging in de nieuwe fusiegemeente Kruisem.

## Geschiedenis
Op het grondgebied van Nokere zijn diverse zaken gevonden uit de prehistorie en uit de Gallo-Romeinse periode, waaruit vermoedelijk het bestaan van een nederzetting valt af te leiden.
In 1154-1155 werd Nokere voor het eerst vermeld, als Nochere, een naam die mogelijk uit de prehistorie stamt. In dit document werd ook de eerste heer van Nokere, Ghyselbrecht van Pamele-Oudenaarde, genoemd. In de 16de eeuw was het kasteel van Filips van Wissekercke een berucht centrum van protestantisme. In 1657 werd Nokere tot baronie verheven. De heren behoorden achtereenvolgens tot de families van Gavere-Claerhout, de Croy, d'Ollehain, de la Vichte, van Ghra, de Ghellinck, de Witte en Casier. Nokere behoorde tot de kasselrij Oudenaarde.
Tijdens de 18e eeuw was de vlasverwerking en linnennijverheid van belang. In de 20e eeuw was Nokere vooral een landbouw- en forenzenplaats.

## Demografische ontwikkeling
- Bronnen:NIS, Opm:1831 tot en met 1970=volkstellingen; 1976 = inwoneraantal op 31 december

## Kastelen in Nokere
- Kasteel van Nokere (Kasteel Casier)
- Kasteel Ruffo de Bonneval

## Bezienswaardigheden
- De Sint-Ursmaruskerk met het Van Peteghemorgel uit 1774.[2]
- Het beeld van Clara de Vos, de heks van Nokere, van beeldhouwster Eva Baets. De Vos werd in 1634 tot de brandstapel veroordeeld.
- Het Kordaalbos.

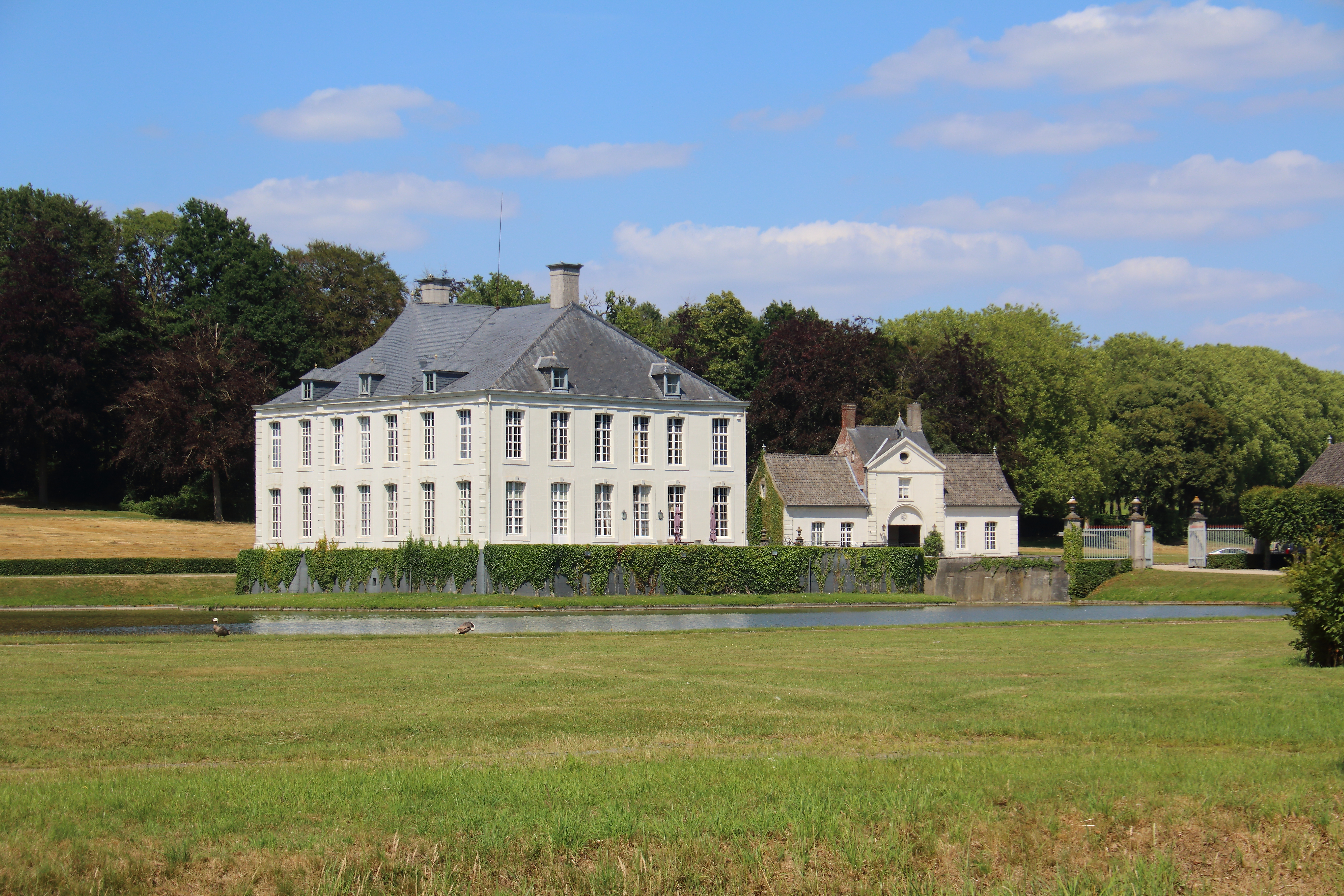
Kasteel Casier
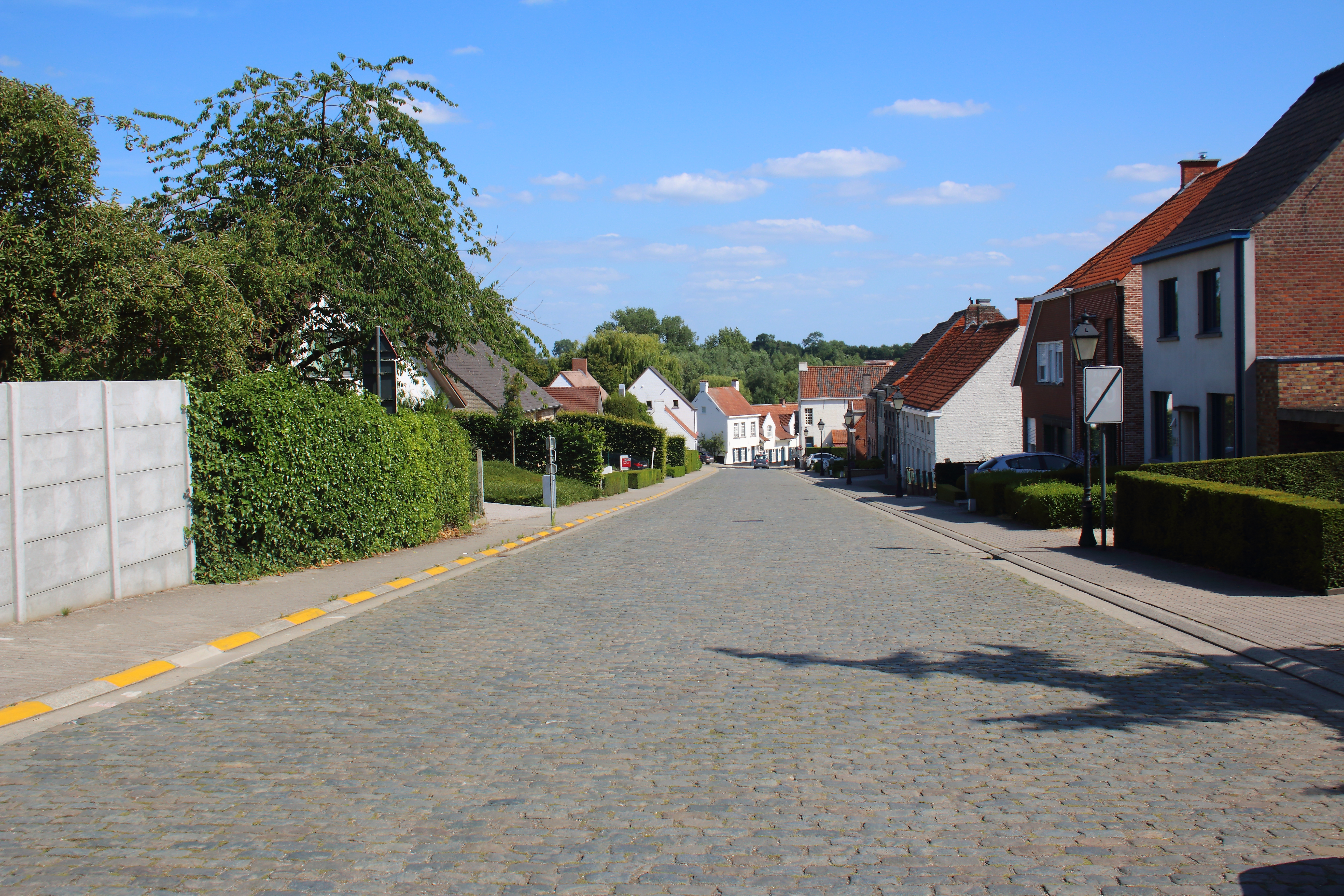
Nokereberg
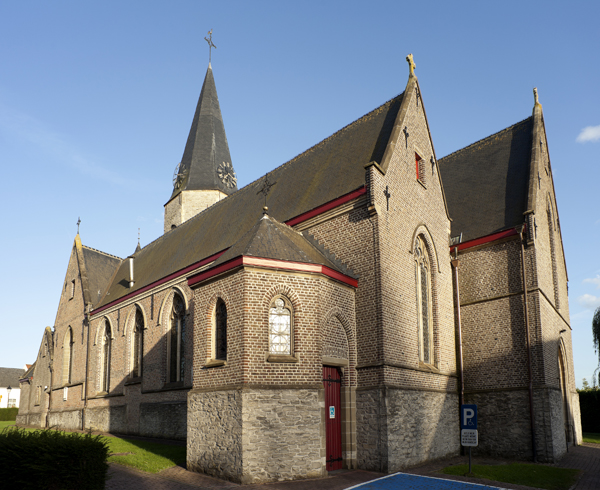
Sint-Ursmaruskerk
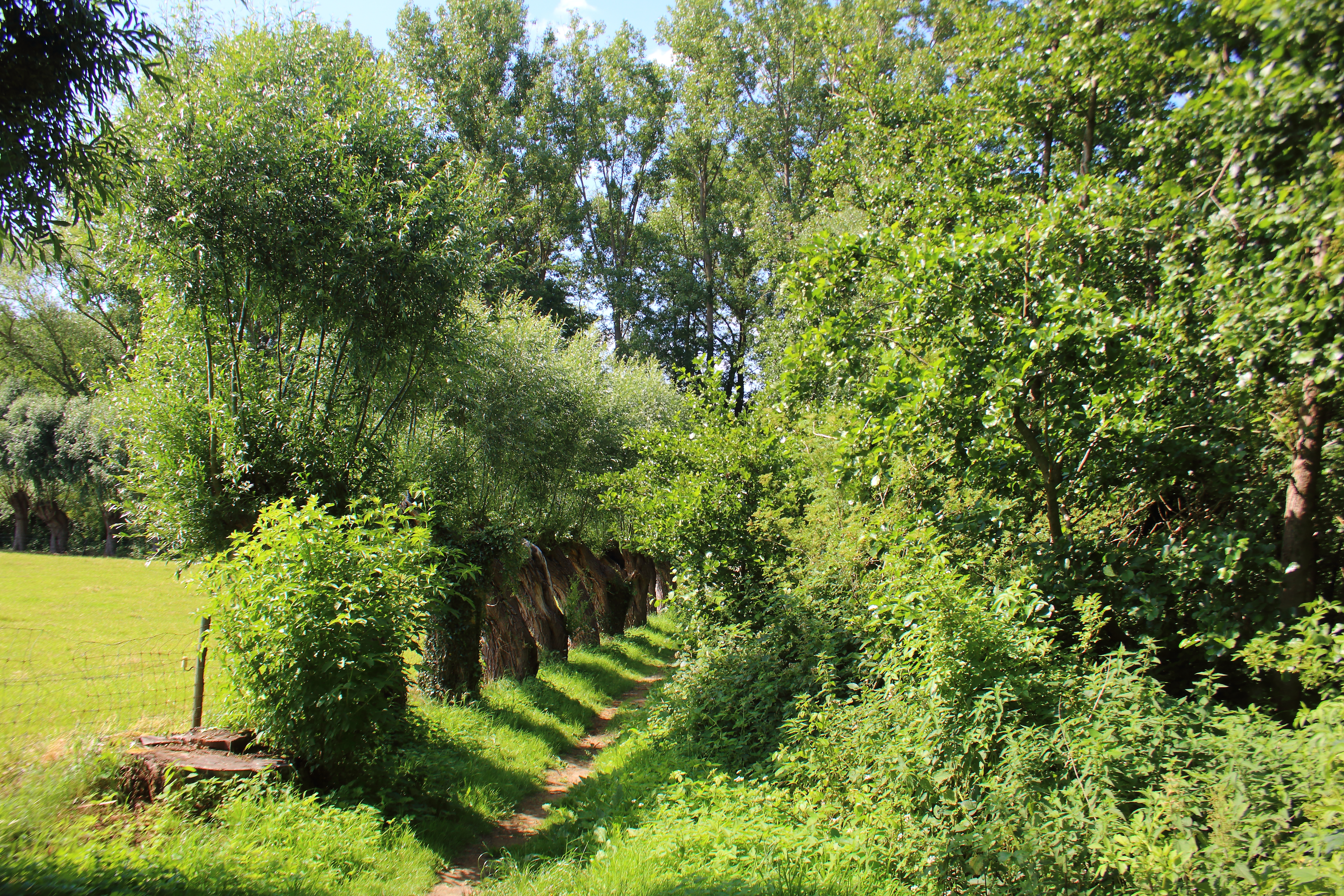
Kordaalbos

## Natuur en landschap
Nokere ligt op de grens van Zandig Vlaanderen en Zandlemig Vlaanderen in het gebied tussen Schelde en Leie. In het dorp varieert de hoogte tussen 17,5 meter en 52,5 meter, terwijl het hoogste deel van het grondgebied 67,5 meter bedraagt. Beken zijn de Maalbeek, de Hollebeek en de Cordaelbeek.

## Trivia
De naam van het dorp is bekend door de wielerwedstrijd Nokere Koerse.

## Nabijgelegen kernen
Kruishoutem, Waregem, Wortegem.